# Herbert L. Clarke
Herbert L. Clarke (12 de septiembre de 1867 – 30 de enero de 1945) fue un destacado cornetista estadounidense, director de orquesta y de banda de música y compositor.
El legado de Clarke incluye algunas de las más populares composiciones para el instrumento, muchas grabaciones definitivas, así como una escuela de interpretación que no sólo hizo hincapié en la extrema aptitud técnica, sino también una mayor calidez y lirismo del tono. También produjo varios métodos de interpretación que aún son ampliamente utilizados por los estudiantes de instrumentos de viento-metal.

## Biografía
Herbert Lincoln Clarke nació el 12 de septiembre de 1867 en Woburn, en el estado de Massachusetts. Era hijo del compositor y organista William Clarke. La familia Clarke se tenía que trasladar a menudo por los compromisos laborales de William, desde Massachusetts a Ohio, a Indiana, de regreso a Massachusetts y finalmente a Toronto en 1880.
Los inicios musicales de Herbert fueron con el violín y en 1881 fue segundo violinista en la Toronto Philharmonic Society. Sin embargo, según su autobiografía, uno de los momentos formativos en su educación musical fue asistir a un concierto de The American Band de Providence (Rhode Island) en el Horticultural Pavilion de Toronto en 1881 y la asistencia a una actuación como cornetista solista de Bowen R. Church. Posteriormente, comenzó a practicar con la corneta de su hermano y consiguió un puesto como cornetista en la banda Queen’s Own Rifle en 1882.
Entre 1884, cuando se graduó de la escuela secundaria, y 1887, Clarke alternó entre la interpretación de la viola y la corneta como segundo intérprete, cuando era necesario, en la orquesta English's Opera House de Indianápolis, donde su familia se había mudado. Trabajó  en la tienda de John Kay en Toronto, mientras era el segundo corneta en el Queen's Own, y tocó orquesta Ontario Beach en el verano. Fue en 1887 cuando se incorporó como corneta solista a la banda ciudadana de Toronto, gracias a John Bayley. Pasó los próximos cinco años interpretando y dirigiendo en varias bandas en los alrededores de Toronto, como Taylor Safe Works Band, Heintzman Piano Company Band o Streetsville Ontario Band, y enseñando en el Toronto Conservatory of Music, donde también tocó en la Toronto Conservatory String Quartet, y en el Trinity College School de Port Hope, Ontario. En septiembre de 1889 se casó con Elizabeth (Lizzie) Loudon, con quien tuvo dos hijos: Vivian (Grace) en 1890 y James (Edward James Watkin) en 1892. En la primavera de 1892, salió de Canadá una vez más, después del éxito de audición con la Patrick Gilmore Band, con sede en Boston.
En 1893, se unió a la banda de John Philip Sousa como corneta solista. Después de realizar una interpretación en la Exposición Mundial Colombina de Chicago de ese mismo año, realizó una gira con varias bandas y continuó haciéndolo durante los siguientes cinco años. Durante este período, ocupó puestos temporales como segundo trompetista con la Orquesta Filarmónica de Nueva York y como trompetista principal en la Ópera del Metropolitan.  También se divorció de Lizzie Loudon y se casó con Lillian Hause Bell, con quien tuvo dos hijos más, Ruby Bell y Herbert L. Clarke, Jr.
En 1898 regresó a la banda de Sousa, con quien realizó numerosas giras y más tarde se convirtió en asistente de director de Sousa, reemplazando a Arthur Pryor. Después de la salida de Pryor de la banda de Sousa en 1903 para formar su propia banda de concierto, Clarke dirigió la banda de Sousa en muchas sesiones de grabación para el sello discográfico Victor Talking Machine Company. Además, pasó el tiempo probando y desarrollando instrumentos para Conn Instruments en Elkhart, Indiana, y realizó un número considerable de grabaciones como solista para los sellos discográficos Victor, Edison, Columbia, y finalmente Brunswick. Renunció a la banda de Sousa en septiembre de 1917 y regresó a Canadá para dirigir a la Anglo-Canadian Leather Company Band en Huntsville de Ontario desde 1918 a 1923. Durante ese tiempo dirigió muy poco, centrado sus esfuerzos no sólo en dirección, sino también en la composición y la creación de su propia escuela de interpretación de corneta en Chicago.
En 1923, se trasladó a Long Beach (California), debido al estado de salud de su esposa y dirigió la Long Beach Municipal Band hasta 1943. En abril de 1934, fue elegido Presidente de la Asociación Americana de Directores de Bandas. Desde 1936 hasta su muerte en 1945, desarrolló una amistad y dio lecciones privadas a Claude Gordon. Sus cenizas fueron enterradas en el Cementerio del Congreso en Washington D. C., cerca de la tumba de John Philip Sousa. Sus documentos y recuerdos se conservan en el Sousa Archives and Center for American Music en la Universidad de Illinois en Urbana-Champaign.

## Obras destacadas

### Composiciones para corneta solista
Clarke compuso más de 50 obras para corneta solista, muchas de las cuales han tenido varias ediciones. Aquí están sus más famosas piezas, con la fecha de la primera publicación incluida.
- Bride of the Waves (1904)
- Sounds from the Hudson (1904)
- Caprice Brilliante (1908)
- Southern Cross (1911)
- The Carnival of Venice (1912)
- Sounds from the Hudson (Valse Brilliante) (1914)
- The Debutante (1917)
- Stars in a Velvety Sky (1919)
- From The Shores Of The Mighty Pacific

### Corneta y trombón
- Cousins
- Side Partners

### Métodos de corneta
- Elementary Studies (1909)
- Technical Studies (1912)
- Characteristic Studies (1915)
- Setting Up Drills (1929)

### Prosa
Herbert L. Clarke escribió en 1934 una autobiografía titulada How I Became A Cornetist.